# François Marius Baudoin
François Marius Baudoin (tháng 12, 1867, Nice - ?) là một chính trị gia người Pháp.

## Sự nghiệp
Sinh ra trong một gia đình quan chức, Baudoin được gia đình cho ăn học và tốt nghiệp với kết quả tốt. Ông ta sớm tham gia chính trị Pháp năm 1887 lúc 20 tuổi (1887) với một chân nhân viên phụ việc của Bộ Tài chính Pháp. Năm 1888, ông sang Đông Dương và dần dần leo tới chức thư ký của Toàn quyền Pháp tại Đông Dương vào năm 1895. Năm 1896, Baudoin làm Ủy viên Cộng hòa Pháp tại Lào.
Baudoin dần được đề bạt lên chức giám đốc, quản trị ở nhiều cơ quan của chính quyền thuộc địa, để rồi Baudoin được cử làm Quản trị viên hạng nhất (tham biện hạng nhất) năm 1910. Năm 1911, ông được cử làm Khâm sứ Pháp tại Campuchia. Baudoin được cử làm Quyền Toàn quyền Đông Dương từ năm 1921 đến 1923, cho đến khi bị Martial Merlin thay thế. Trong thời gian làm Toàn quyền Đông Dương, Baudoin xúc tiến xây dựng một khu nghỉ mát của Pháp trên núi Tà Lơn (Bokor). Việc xây dựng quá tồn kém về tiền bạc, tổn thất nhân lực (881 người chết khi làm đường) làm đường dẫn lên núi Tà Lơn khiến ông bị chỉ trích dữ dội và bị mất chức.
Năm 1926, Baudoin về hưu. Ông viết khá nhiều sách như: Bulletin économique de l'Indochine,Le Cambodge pendant et après la grande guerre, Phnom Penh, Société d'éditions khmer. Không rõ ông ta chết năm nào.